# Шадрінський
Ша́дрінський (рос. Шадринский) — селище у складі Каргапольського району Курганської області, Росія. Входить до складу Твердиської сільської ради.
Населення — 80 осіб (2010, 113 у 2002).
Національний склад населення станом на 2002 рік: росіяни — 96 %.